# Leptoptilos robustus
Leptoptilos robustus is een uitgestorven soort ooievaar uit het geslacht Leptoptilos. Hij kwam tussen 20.000 en 50.000 jaar geleden voor op het eiland Flores. Hij werd voor het eerste beschreven in 2010.

## Leefgebied
De soort kwam voor op Flores en leefde in dezelfde periode als de Floresmensen. Flores staat bekend voor zijn geschiedenis aan extreem grote (gigantisme) en kleine (dwerggroei) verwanten van dieren op het vasteland - een fenomeen dat ook op andere eilanden wordt waargenomen. De ooievaar stamt waarschijnlijk af van een gemeenschappelijke voorouder met de Indische maraboe (L. dubius) die het eiland Flores in het midden-pleistoceen vanuit de lucht koloniseerden en die allicht kleiner was dan L. robustus.
Hoe de soort uitstierf, is onzeker, maar er zijn aanwijzingen dat drie factoren zouden kunnen hebben meegespeeld: een verandering van het klimaat van droog naar vochtig op Flores, de komst van de moderne mens en een vulkaanuitbarsting.

## Kenmerken
L. robustus was zo'n 1,8 meter en woog vermoedelijk circa 16 kilogram. De omvang van zijn beenderen beperkte hem waarschijnlijk tot een leven dat zich compleet of grotendeels op de grond afspeelde.
Vermoedelijk was L. robustus een vleeseter. Of hij een dreiging vormde voor de kleinere Floresmens is nog niet duidelijk.